# Arcidiecéze Oristano
Arcidiecéze Oristano (latinsky Archidioecesis Arborensis) je římskokatolická metropolitní arcidiecéze v Itálii, která je součástí Církevní oblasti Sardinie. Katedrálou je kostel Nanebevzetí Panny Marie v Oristanu. Současným arcibiskupem je od 4. května 2019 Mons. Roberto Carboni .